# Drujba, Olevsk
Drujba (în ucraineană Дружба) este o așezare de tip urban din raionul Olevsk, regiunea Jîtomîr, Ucraina. În afara localității principale, nu cuprinde și alte sate.

## Demografie
Componența lingvistică a așezării de tip urban Drujba
     Ucraineană (95,55%)
     Rusă (4,09%)
     Alte limbi (0,36%)
Conform recensământului din 2001, majoritatea populației așezării de tip urban Drujba era vorbitoare de ucraineană (95,55%), existând în minoritate și vorbitori de rusă (4,09%).